# Skischaufel

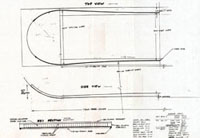
Skischaufel als Teil des Skis

Skischaufel bezeichnet den vorderen aufgebogenen Teil des Skis sowie eine spezielle Schaufel, die von Christoph Iselin in der Zwischenkriegszeit entwickelt wurde.

## Skischaufel als Teil des Skis
Die Skischaufel ist der vorderste, aufgebogene Teil des Skis, dessen Ende die Skispitze ist. Die Skischaufel dient als vordere Teil des Skis zur besseren Überwindung von Hindernissen in Abfahrtsrichtung und ist zur Skispitze hin in einer stetigen Kurve aufgebogen. Im Bereich der Skischaufel vereinigen sich der Spitzenschoner mit der Ski-Stahlkante. Die Skischaufel ist die untrennbare Fortsetzung des Mittelteils des Skis.

## Iselin-Schaufel
Die nach seinem Erfinder Christoph Iselin benannte Iselin-Schaufel (auch Skischaufel oder Berninaschaufel genannt) dient zur ersten Hilfeleistung bei Skiunglücken, insbesondere bei Lawinenunglücken.